# Koniopłoch łąkowy
Koniopłoch łąkowy (Silaum silaus) – gatunek rośliny należący do rodziny selerowatych. Jedyny przedstawiciel rodzaju koniopłoch Silaum. Występuje na rozległych obszarach Europy, z wyjątkiem jej południowych, zachodnich i północnych krańców, oraz w zachodniej Azji, sięgając do Azji Środkowej. W Polsce występuje głównie na niżu i jest dość rzadki. Brak go w północno-wschodniej części kraju, rzadki jest na południu.

## Morfologia

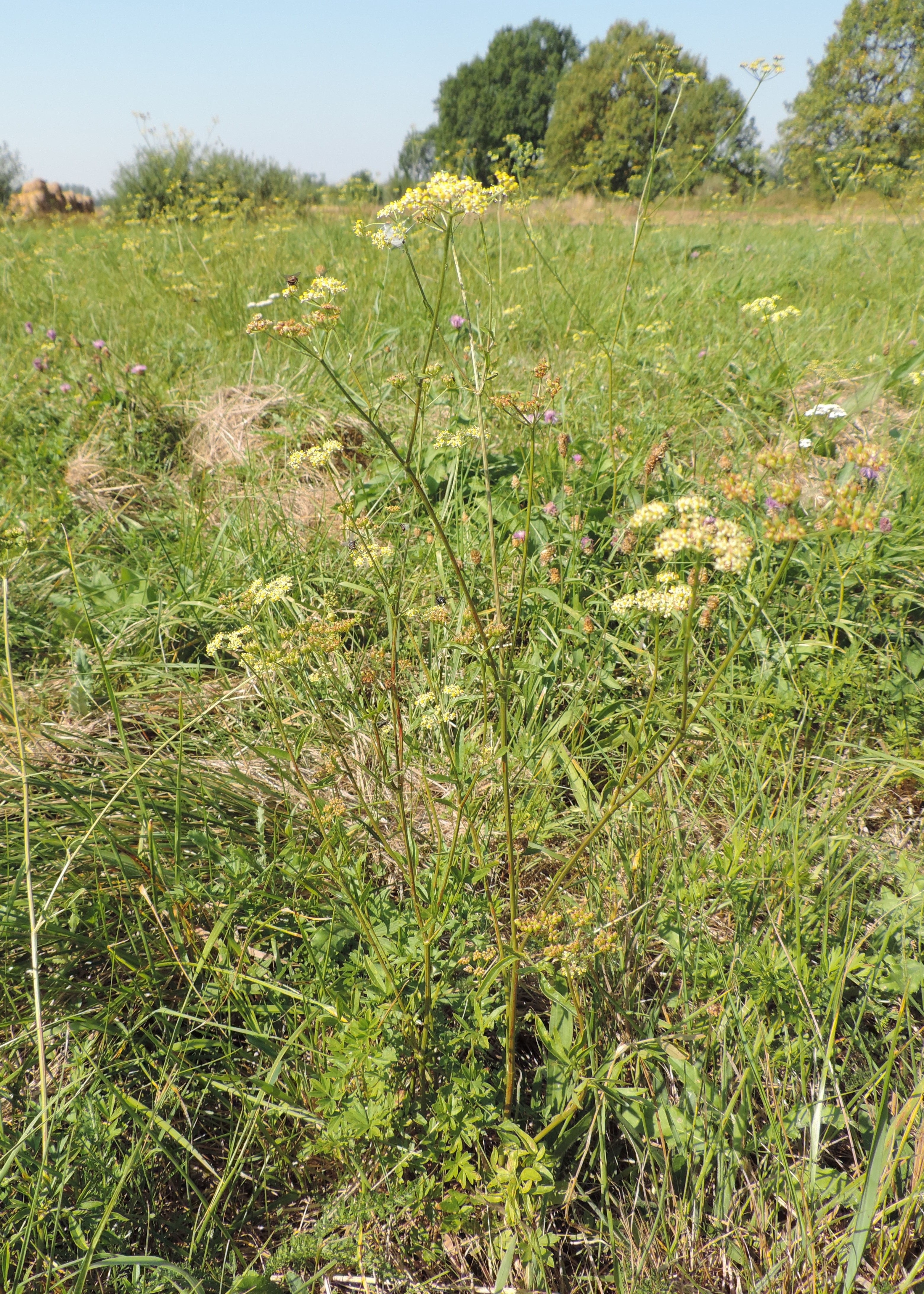
Pokrój

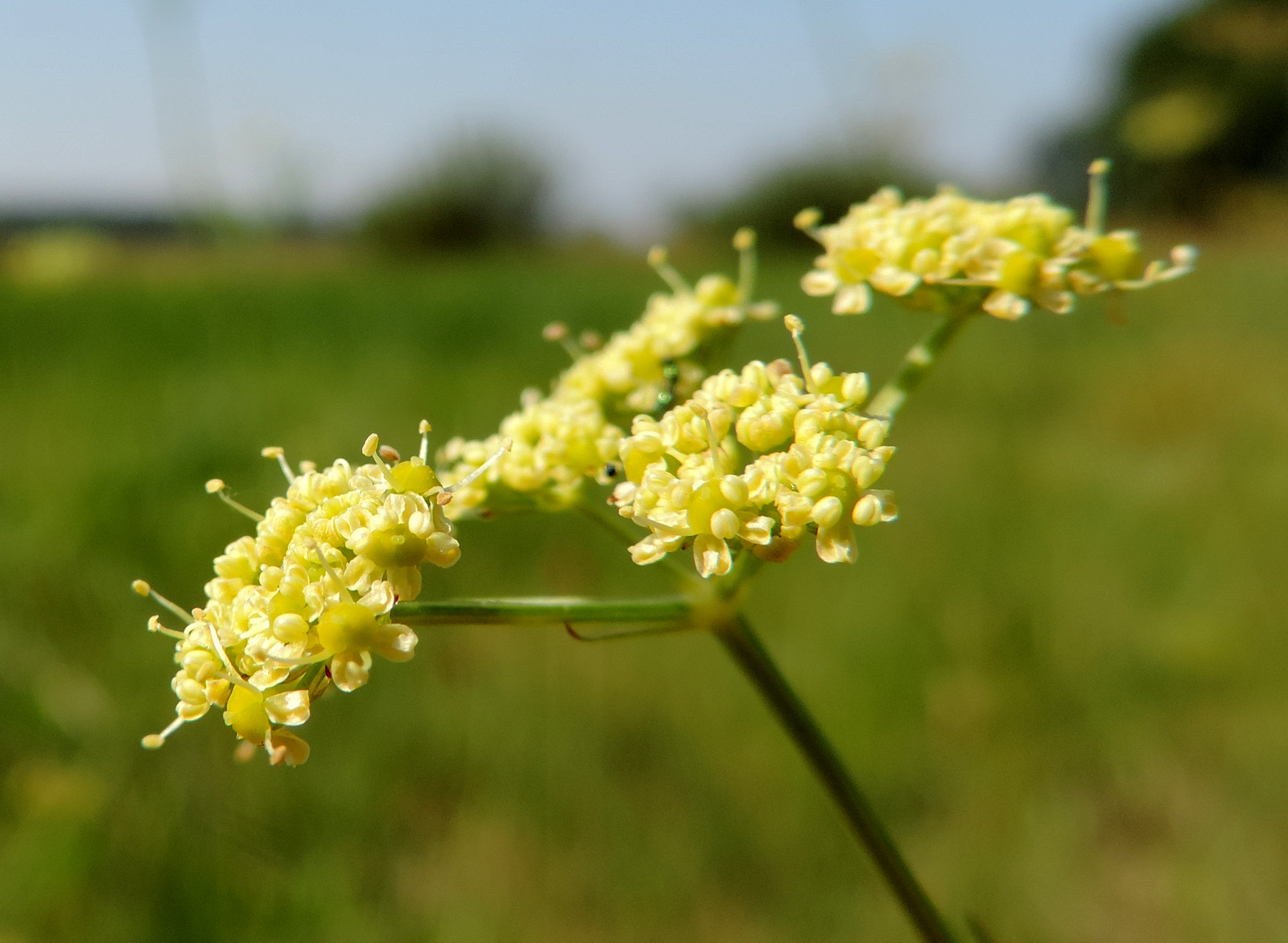
Kwiatostan

PokrójNaga roślina zielna osiągająca od 40 do 100 cm wysokości.
ŁodygaPod ziemią w postaci grubego, wielogłowego kłącza z tuniką tworzoną z pozostałości nasad liści. Nadziemna łodyga pełna, w dolnej części obła i tylko kreskowana, w górze kanciasta i rozgałęziona.
LiścieSkupione w dolnej części pędu, gdzie liście są długoogonkowe, u nasady pochwiasto rozszerzone, z blaszką 2–4-krotnie pierzasto złożoną z lancetowatych, zaostrzonych, obustronnie zwężonych listków o zagiętym i nieco szorstkim brzegu. Wyższe liście mają pochwy nierozdęte i blaszki słabo podzielone, najwyższe liście są zredukowane do łusek.
KwiatyZebrane w baldaszki, a te w liczbie 5–10 (rzadziej do 25) tworzą baldach złożony. Pod kwiatostanem brak pokryw lub co najwyżej jest jedna–dwie. Pokrywek jest wiele, są lancetowate i wąsko obłonione. Kwiaty drobne, z płatkami korony zielonawożółtymi, na szczycie wyciętymi i z łatką. Brzeg kielicha niewyraźny.
OwoceRozłupnie rozpadające się na dwie jajowate rozłupki o długości ok. 4 mm i szerokości 2 mm, po dojrzeniu z nieco oskrzydlonymi żebrami.

## Biologia i ekologia
Bylina, hemikryptofit. Kwitnie od czerwca do września, przedprątne kwiaty zapylane są przez motyle. Rośnie na wilgotnych łąkach. Gatunek charakterystyczny dla związku (All.) Molinion caeruleae i Ass. Sanguisorbo-Silaetum (wymaga dalszych badań). Liczba chromosomów 2n = 22.

## Systematyka
Pozycja systematyczna
Gatunek należy do monotypowego rodzaju koniopłoch Silaum Mill. Gard. Dict. Abr. ed. 4. 28 Jan 1754 (synonim: Silaus Bernhardi). Takson ten należy do podrodziny Apioideae  Seemann, rodziny selerowatych (Apiaceae Lindl.) z rzędu selerowców (Apiales Lindl.).

## Zagrożenia i ochrona
Umieszczony na polskiej czerwonej liście w kategorii NT (bliski zagrożenia).